# Multitasca apropiativa
La multitasca apropiativa és un model de planificació en el qual el sistema operatiu assigna a les tasques una porció de temps d'execució a CPU. Passat aquest temps, si la tasca no ha acabat, ha de cedir la CPU a la següent tasca preparada per executar-se i tornar a la cua de processos.

## Planificador preemptiu (o per multitasca apropiativa)
Un planificador preemptiu assegura que totes les tasques preparades per executar-se tinguin l'oportunitat de fer-ho.
El funcionament d'un planificador preemptiu consisteix en: seleccionar la primera tasca preparada per executar-se d'una cua de processos, llavors la tasca passa a estat d'execució durant un temps determinat, esgotat aquest temps si la tasca no ha finalitzat el planificador preemptiu la desallotja de la CPU (n'atura l'execució), i la torna a enviar a la cua de tasques preparades per executar-se.
El criteri pel temps màxim d'execució o com de sovint les tasques obtenen aquest temps depèn de l'algorisme concret.
El planificador preemptiu, addicionalment, pot incorporar mecanismes per implementar un sistema de prioritats de tal forma que determinades tasques, per exemple rutines d'interrupció, tinguin preferència en la seva execució.